# Normoblasto
Um eritoblasto é um tipo de glóbulo vermelho que ainda retem o seu núcleo celular. É o precursor imediato do eritrócito.

## Nomenclatura
O termo normoblasto é por vezes usado como sinônimo de eritoblasto, mas em outras é considerado uma subcategoria. No último contexto, existem três tipos de eritoblastos:
- "microblastos" - eritroblasto de tamanho pequeno
- "normoblastos" - desenvolve-se como esperado
- "megaloblastos" - um eritoblasto de grande tamanho que pode ser associado a anemia perniciosa e deficiência de ácido fólico (colectivamente chamado de anemia megaloblástica)

## Desenvolvimento
Existem quatro estágios no desenvolvimento de um normoblasto.
| Imagem | Descrição                   |
|        | pronormoblasto              |
|        | normoblasto basófilo        |
|        | normoblasto policromatófilo |
|        | normoblasto ortocromático   |

## Imagens adicionais

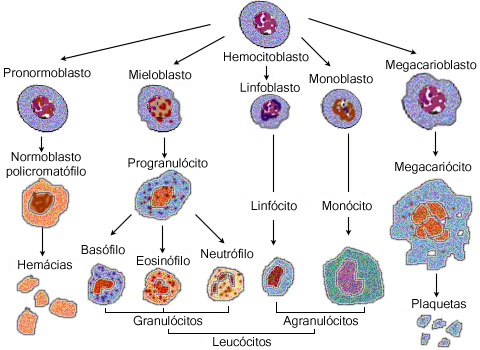
linhagem de glóbulos vermelhos
Hematopoiese em humanos